# Anton Raphael Mengs
Anton Raphael Mengs, född 12 mars 1728 i Aussig an der Elbe, Böhmen, död 29 juni 1779 i Rom, var en tysk målare och konstteoretiker under nyklassicismen.

## Biografi
Mengs gick i lära hos sin far, den danske miniatyrmålaren Ismael Mengs (cirka 1688–1764) i Dresden. Under större delen av sitt liv arbetade Mengs antingen i Rom eller vid det spanska hovet. Han tillhörde kretsen kring Winckelmann och nådde internationellt erkännande. Mengs var mycket efterfrågad som målare av religiösa och historiska motiv och som porträttmålare.
År 1748 gifte han sig med sin italienska modell Margarita Quazzi. Året därpå utsågs han till Fredrik August II:s förste målare, men tillbringade ändå mycket tid i Rom och avsade sig sin protestantiska tro. Vatikanen utsåg honom till ledare för deras konstnärsskola 1754, och han stannade kvar där, trots att han vid några tillfällen lydde när Karl III av Spanien begärde att han skulle komma till Madrid. I Madrid utförde Mengs några av sina främsta verk. När han återvände 1777 till Rom var han ändå utblottad, och avled under små förhållanden 1779 där.
Som konstteoretiker var Mengs eklektiker, och ville kombinera antik grekisk stil, Rafaels uttryck, Correggios chiaroscuro och Tizians färgskalor.
Anton Raphael Mengs har fått sitt sista vilorum i den lilla kyrkan Santi Michele e Magno i närheten av Vatikanen.

## Bilder
| - Den helige Eusebius apoteos (1757). Sant'Eusebio all'Esquilino i Rom. - Anton Raphael Mengs gravmonument i Santi Michele e Magno i Rom. |